# Accident d'un Beechcraft Baron à Porto Nacional
Le 24 janvier 2021, le Beechcraft 95-B55 Baron immatriculé PT-LYG, transportant quatre joueurs et le président de l'équipe de football brésilienne de Palmas s'est écrasé au décollage de l'Associação Tocantinense de Aviação à destination de l'aéroport international de Goiânia. Les six personnes à bord sont toutes décédées dans l'accident. Le club s'apprêtait à disputer à Goiânia le match de huitième de finale de la Copa Verde 2020 face à Vila Nova.

## Caractéristiques de l'avion
L'avion est un Beechcraft 95-B55 Baron immatriculé PT-LYG, l'avion a été mis en service en 1982. 
Selon le Registre aéronautique brésilien (RAB), l’avion appartient à une entreprise de construction située dans l'État du Pará, qui se nomme la Construtora Meireles Mascarenhas et n’est pas autorisé à effectuer des services de taxi aérien. Le club de Palmas déclare que l’avion a été acquis récemment par le président, Lucas Meira, et qu’il était en cours de transfert. Le club a indiqué que l’avion n’est pas en service de taxi aérien.

## Déroulement de l'accident
Les conditions du crash de l’avion restent pour l’instant inconnues. L’avion a décollé à 8 h 15 (heure locale) de l’Associação Tocantinense de Aviação de Porto Nacional, à une quarantaine de kilomètres de Palmas et devait amener les joueurs à Goiânia, à 800 kilomètres de là. L’avion s’est écrasé peu après son décollage et a pris feu. Tous les occupants du vol sont décédés sur le coup,.

## Bilan humain
L'accident fait six morts : quatre footballeurs du Palmas Futebol e Regatas, Guilherme Noé, 28 ans, Lucas Praxedes, 23 ans, Ranule, 27 ans et Marcos Molinari, 23 ans, le président du club, Lucas Meira, 32 ans, et le pilote, Wagner Machado, 59 ans,. Les quatre joueurs venaient d’être recrutés et trois d’entre eux (Ranule, Lucas Praxedes et Noé) avaient été placés en isolement pour cause de contamination au Covid-19,,. Wagner Machado Júnior, de Goiânia, a plus de 30 ans d’expérience dans l’aviation et faisait souvent des vols à destination du Tocantins. 
L'équipe de Palmas devait jouer le match de huitième de finale de la Copa Verde 2020 (pt) contre le club de Vila Nova FC. Le match est reporté à une date indéterminée,.